# Pont Augusta Deglava
Le Pont Augusta Deglava (en letton : Augusta Deglava tilts) est un pont pour véhicules et piétons qui traverse les voies ferroviaires à Riga, capitale de la Lettonie.

## Présentation
Le pont Augusta Deglava aussi appelé simplement pont Deglava est un pont enjambant la ligne de Zemitani à Šķirotava (lv) et la ligne de Riga à Lugaži (lv).
Le pont comporte 4 voies, 2 dans chaque direction.
Il y a des trottoirs piétonniers des deux côtés du pont.
Le pont fait partie de la rue Augusta Deglava.
Le pont et les voies ferrées qui passent en dessous séparent quatre quartiers de Riga : Avoti, Grīziņkalns, Purvciems et Dārzciems.

## Caractéristiques
Le pont a été construit en utilisant la méthode des ponts en béton préfabriqué : seuls les poteaux ont été fabriqués sur place, tandis que tout le reste, y compris les poutres en deux parties, a été apporté.
Le projet a été développé par "Lengiprotrans" de Leningrad, les concepteurs du projet étaient L. Isarov et A. Lavrentiev. 264 blocs de 12 à 33 mètres de long ont été fabriqués dans les usines russes de construction en béton armé.
Les travaux de construction ont été réalisés par l'unité mobile de construction "Tiltuvilciens n° 410" sous la direction de l'ingénieur en chef A. Rendelis, qui avait déjà construit plusieurs ponts en Lettonie auparavant, dont le 13. rue Janvārs. pont sur le canal de la ville en 1961 et le pont sur Lielupe à Jurmala, qui a également été construit avec la technologie du béton armé préfabriqué,,.
Lors de la construction du pont, 498 pieux de 6 à 10 mètres de long ont été enfoncés et 9 000 m3 de béton armé ont été utilisés. Avant l'ouverture, la capacité portante du pont était testée de la manière habituelle à l'époque, en le chargeant de camions dont les caisses étaient remplies de sable et de gravier.

## Galerie

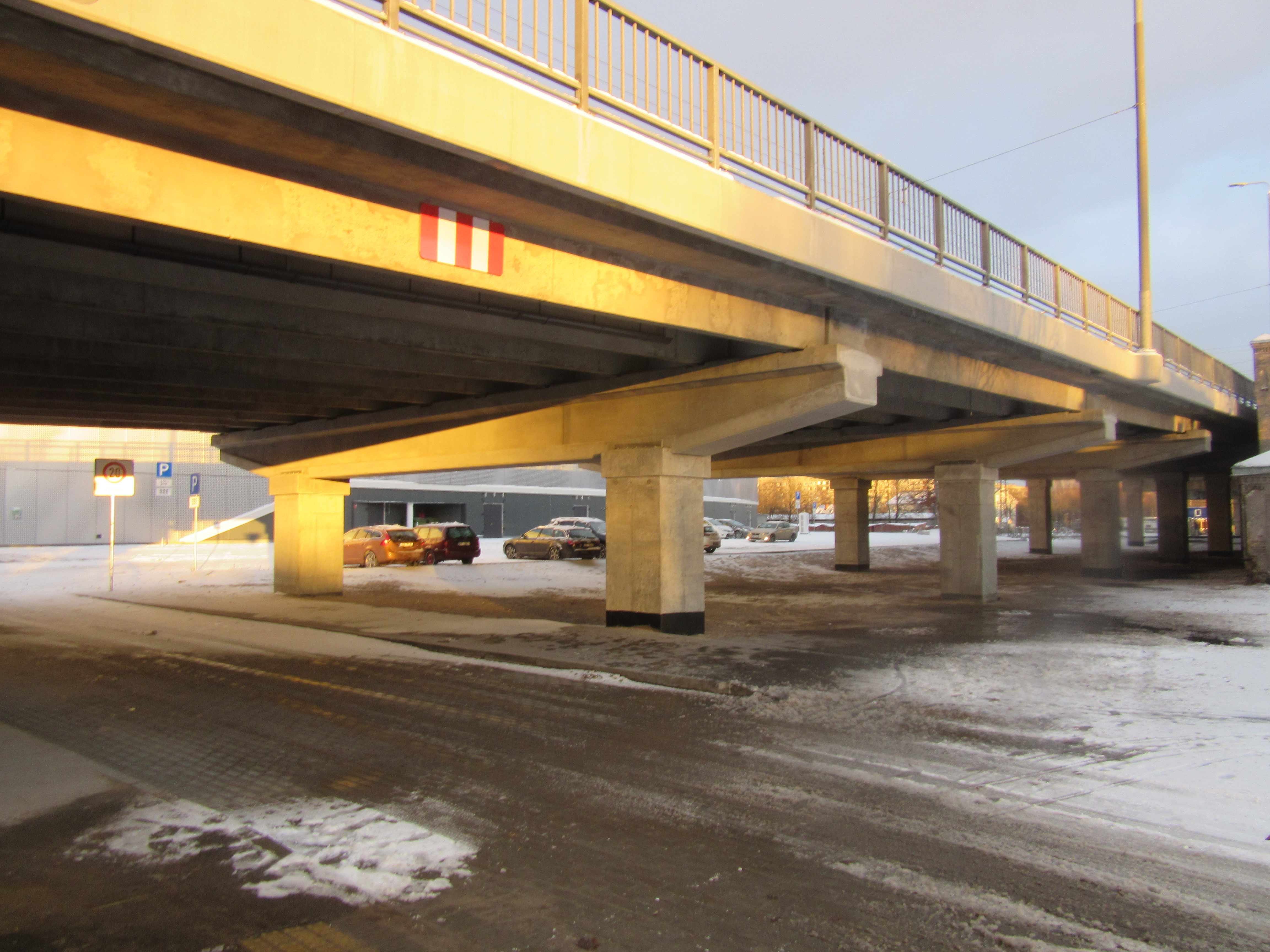
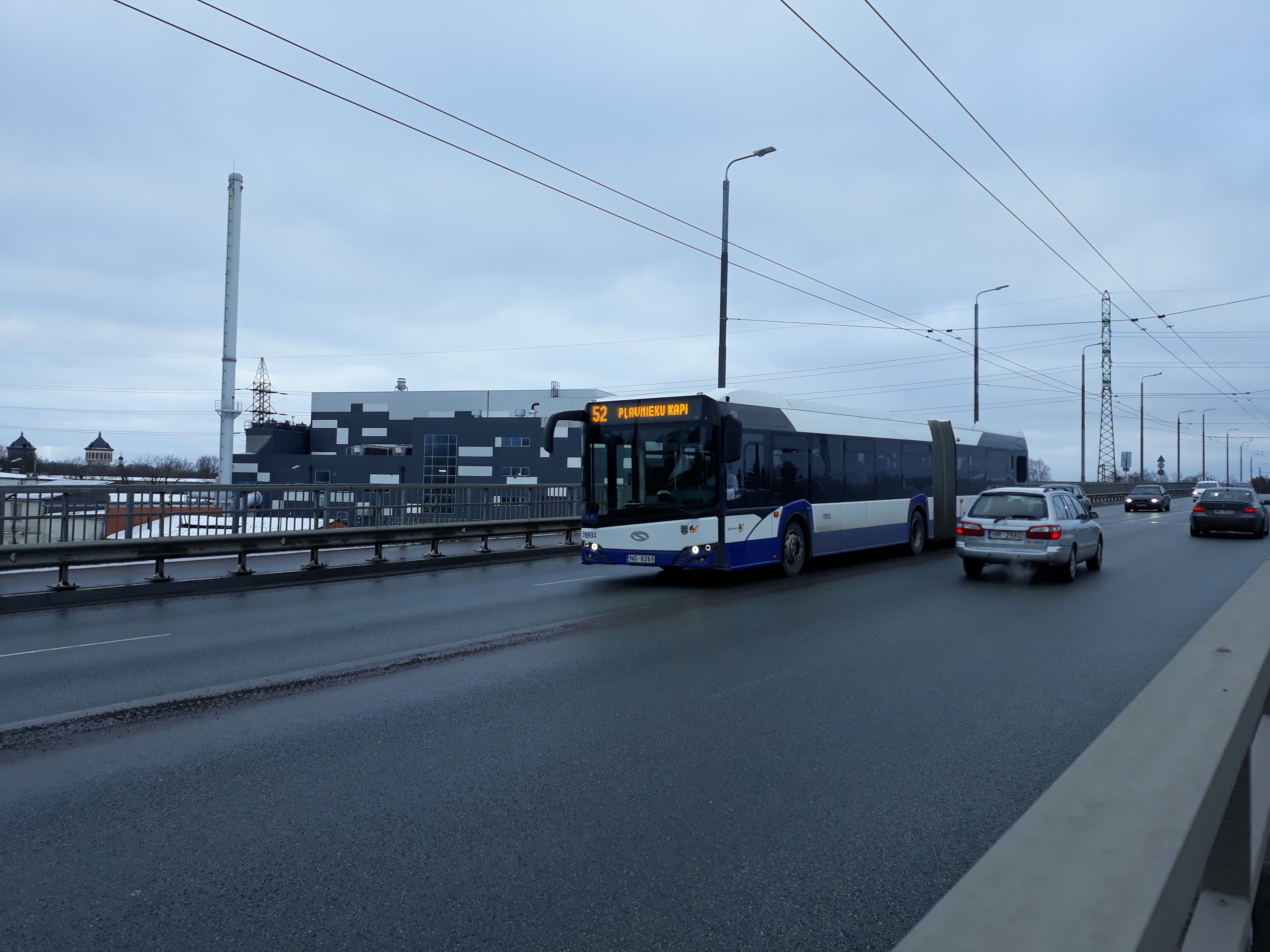
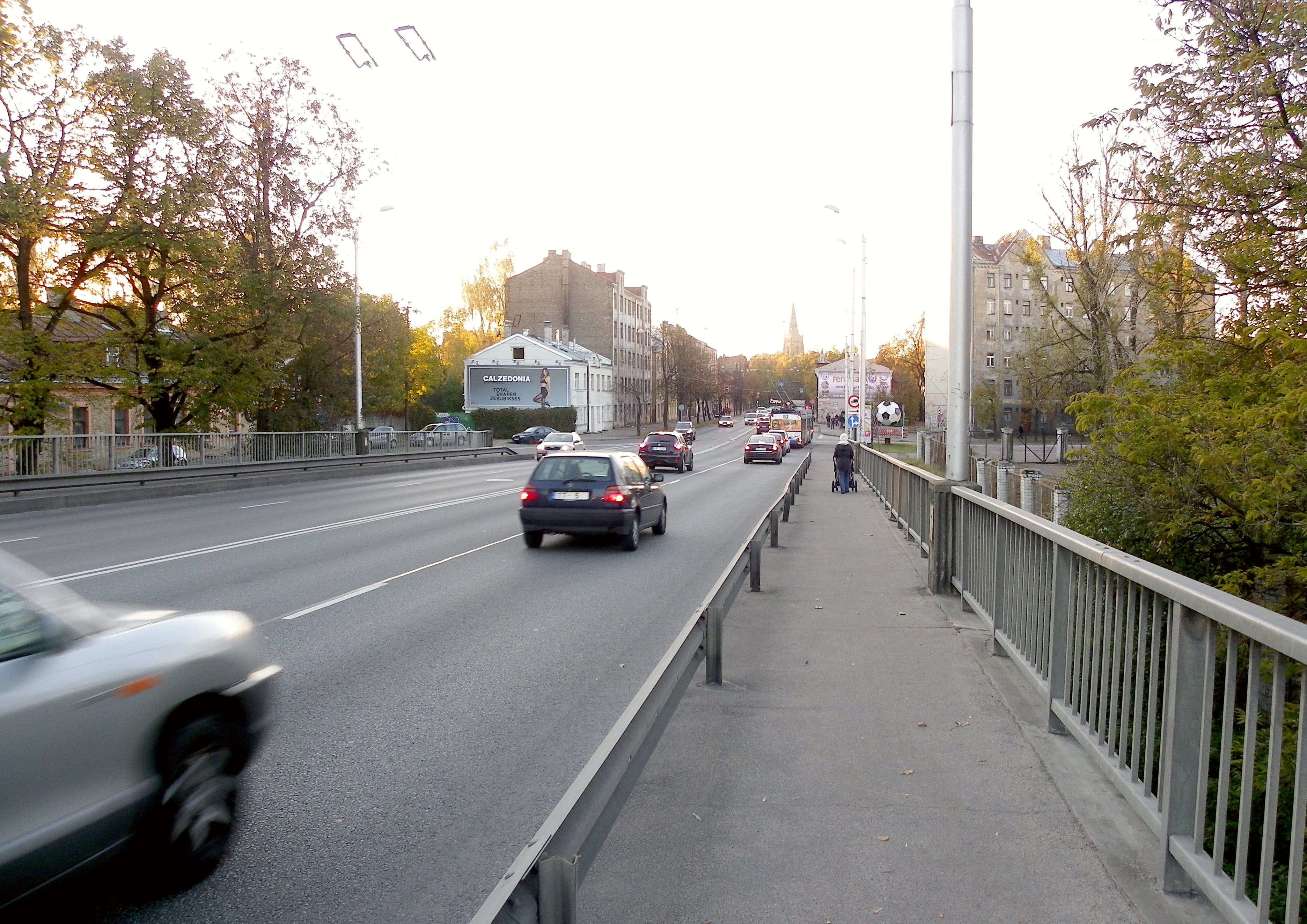